# Branimir Aleksić
Branimir Aleksić (serbisch-kyrillisch Бранимир Алексић; * 24. Dezember 1990 in Subotica) ist ein serbischer Fußballspieler.

## Sportlicher Werdegang

### Vereinskarriere
Der Torwart bestritt im Jahr 2009 sein erstes Spiel in der serbischen zweiten Liga für Spartak Subotica. Ein Jahr später spielte er zum ersten Mal in der serbischen SuperLiga, der höchsten Spielklasse des Landes, und avancierte zeitweise zum Stammtorhüter bei Spartak Subotica. 2014 wechselte er zum griechischen Klub AEL Kallonis, wo er jedoch nur Ergänzungsspieler war. Nach zwei Jahren vornehmlich auf der Ersatzbank kehrte er daher 2016 in die SuperLiga zurück, wo er für FK Borac Čačak auflief. Mit dem Klub stand er während der regulären Ligaphase der Spielzeit 2016/17 im Abstiegskampf, so dass Trainer Mladen Dodic ihn im Saisonverlauf durch Sasa Misic ersetzte. Nach geglücktem Klassenerhalt zog er nach nur einer Saison zum ungarischen Klub Szeged-Csanád in die Nemzeti Bajnokság II weiter. Nach dem 2020 aufgrund der COVID-19-Pandemie der Spielbetrieb zum Erliegen gekommen und er am Sommer vereinslos war, schloss er sich im Dezember des Jahres als neben Danylo Ryabenko weiterer Ersatzmann von Péter Szappanos dem Erstligisten Mezőkövesd-Zsóry SE an.
2022 wechselte Aleksić in den deutschen Amateurfußball und spielte für den hessischen Klub SF Friedrichsdorf. Ein Jahr später schloss er sich dem SV Hummetroth an, mit dem er 2025 in die Hessenliga aufstieg.

### Nationalmannschaftslaufbahn
Sein erstes Spiel für das serbische U21-Team bestritt er am 14. Februar 2011. Sein Debüt für die A-Nationalmannschaft gab er am 5. Juni 2012 im Freundschaftsspiel gegen Schweden. Dies blieb sein einziges A-Länderspiel.